# انتخابات ۲۰۱۹ هنگ کنگ
انتخابات ۲۰۱۹ هنگ کنگ (انگلیسی: 2019 Hong Kong local elections)، انتخاباتی برای برگزیدن ۴۵۲ عضو مجلس محلی هنگ کنگ است، که در ۲۴ نوامبر ۲۰۱۹ برگزار شد. این انتخابات در حالی برگزار می‌شود که در نزدیکی آن تظاهرات ۲۰۱۹ هنگ کنگ رخ‌داد.
قریب به سه میلیون نفراز مردم هنگ کنگ که بیش از ۷۰ درصد از رأی دهندگان ثبت نام شده به‌شمار می‌روند در این انتخابات شرکت کردند، چرا که این انتخابات به‌طور گسترده به عنوان یک همه‌پرسی در اعتراض به طرفداری از دموکراسی برگزار گردید. طرفداران دموکرات‌ها با هفده شورا از هجده شورای منطقه ای بزرگترین پیروزی خود در تاریخ هنگ کنگ را به دست آوردند و کرسی‌های خود را در مجلس نمایندگان از حدود ۱۲۴ به ۳۸۹ یعنی سه برابر افزایش دادند و می‌توانند ۱۱۷ کرسی را نیز در زیرمجموعه‌های شورای منطقه انتخاب کنند و در واقع شورای مناطق مسئولیت انتخاب رئیس اجرایی را هم بر عهده دارد.